# Daphniphyllum calycinum
Daphniphyllum calycinum är en tvåhjärtbladig växtart som beskrevs av George Bentham. Daphniphyllum calycinum ingår i släktet Daphniphyllum och familjen Daphniphyllaceae. Inga underarter finns listade i Catalogue of Life.